# Síndrome do um e meio

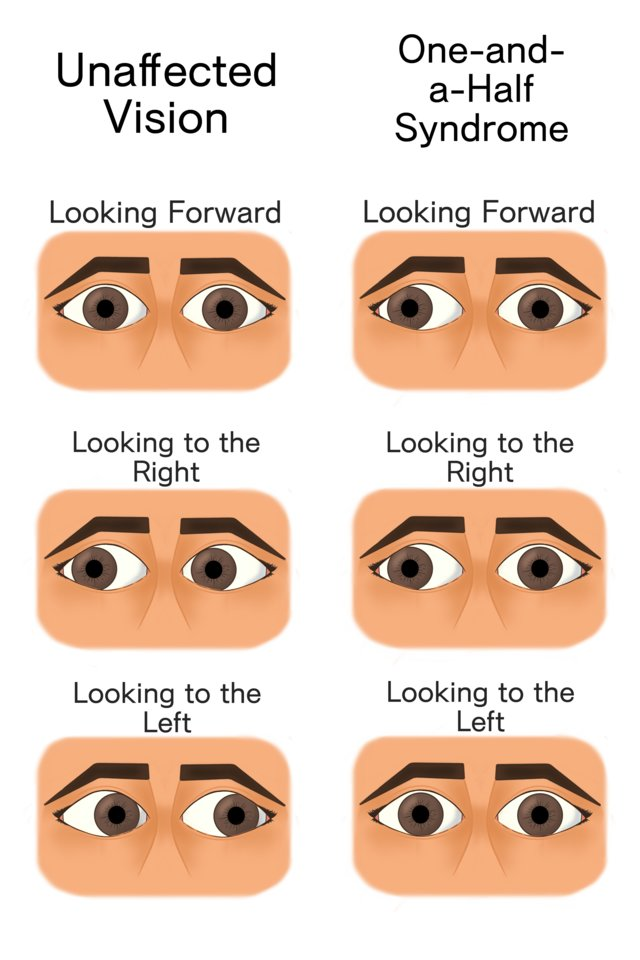
Um diagrama comparando o movimento ocular normal com o da síndrome de um e meio

A síndrome do um e meio ocorre nos olhos e pode ser horizontal ou vertical.
Na síndrome horizontal, ocorre sob a forma de oftalmoplegia internuclear, por lesão do fascículo longitudinal medial, formação reticular paramediana pontica e núcleo do abducente. Frequente em doenças desmielinizantes.[carece de fontes?]
A síndrome vertical decorre de lesão mesencéfalo-diencefálica, por comprometimento de algumas estruturas, como o núcleo intersticial de Cajal, a comissura posterior e o núcleo intersticial rostral do fascículo longitudinal mediano. 